# Эттемади, Нур Ахмад
Нур Ахмад Эттемади (22 февраля 1921, Кандагар — 10 августа 1979, Кабул) — государственный деятель Афганистана.

## Семья
Дед — сардар (принц, князь) Абдул Куддус, получивший титул «этемад-од-дауля» («доверие государства»), который стал позднее основой фамилии его потомков. Отец — Гулам Ахмед.

## Образование и карьера
Окончил лицей «Эстекляль» в Кабуле.
- С 1943 работал в министерстве просвещения.
- С 1946 заместитель начальника протокольного отдела министерства иностранных дел (МИД).
- С 1947 — 1-й секретарь посольства в Великобритании.
- С 1949 — 1-й секретарь посольства в США.
- С 1953 — начальник экономического отдела МИД, и. о. начальника информационного отдела МИД, начальник 3-го политического отдела МИД.
- С 1962 — генеральный секретарь МИД, затем заместитель министра иностранных дел.
- В 1964 — член Комиссии по подготовке проекта Конституции, участник Лойя джирги, на которой была принята новая Конституция страны.
- С 1964 — посол в Пакистане.
- В 1965—1967 — министр иностранных дел в правительстве Мохаммада Хашема Майвандваля.
- В 1966—1967, одновременно, первый заместитель премьер-министра.
- В 1967—1971 — премьер-министр и министр иностранных дел. Отличался медлительностью в принятии решений, пытался провести некоторые экономические преобразования, которые не были реализованы из-за противоречий с консервативным парламентом.
- В 1971—1973 — посол в Италии.

После свержения монархии в 1973 и установления режима Мохаммада Дауда остался на дипломатической службе.
- С 1974 — посол в СССР.
- С 1976 — посол в Пакистане.

## Арест и гибель
После государственного переворота 1978 (так называемой Саурской — Апрельской — революции) был арестован в числе других высокопоставленных чиновников режима Дауда. В 1979 расстрелян.